# 運動彩券
運動彩券或体育彩票（英語：Betting pool)，指的是以運動競賽為標注目的的彩券，與一般號碼機率的彩券相比，運動彩券則需對於欲投注之標的有所研究。

## 類型
- 單一運動項目：如日本、澳洲、香港等地的賽馬。
- 多種運動項目：如台灣運動彩券、中国体育彩票

未成年人/發行機構及受委託機構員工/納為投注標的之運動競技賽事舉辦單位人員及參與賽事之相關隊職員：均不得購買、受讓或兌領其所舉辦或參與賽事之運動彩券。